# 나베시마역
나베시마역(일본어: 鍋島駅)은 일본 사가현 사가시에 있는 철도역이다.

## 타는 곳
| 1 | ■ 나가사키 본선 | 사가·도스·하카타·모지 항 방면     |
| 2 | ■ 나가사키 본선 | 히젠야마구치·나가사키·사세보 방면 |
| 2 | ■ 가라쓰 선     | 가라쓰·니시카라쓰 방면            |
| 3 | ■ 가라쓰 선     | 가라쓰·니시카라쓰 방면            |

## 역사
- 1926년 10월 1일: 나베시마 신호장으로 역무 개시.
- 1930년 7월 7일: 철도역에 승격.

## 인접역
| 규슈 여객철도 나가사키 본선 | 규슈 여객철도 나가사키 본선 | 규슈 여객철도 나가사키 본선 |
| --------------------------- | --------------------------- | --------------------------- |
| 사가 도스 방면              |                             | 구보타 히젠야마구치 방면    |